# 东水门
29°33′41″N 106°35′03″E / 29.56139°N 106.58417°E
东水门位于中国重庆市渝中区东水门长江大桥下方，湖广会馆旁，东水门建于明代，城门宽3.1米，高4.5米，厚6.6米，门上城楼已不存。

## 历史
1987年1月23日列為重慶市第二批市級文物保護單位初定名單。1992年3月19日列為重慶市第二批市級文物保護單位，重庆直辖后，2000年9月7日列為第一批重慶市文物保護單位，2013年以“重庆古城墙”之名与通远门共同被列为第七批全国重点文物保护单位。